# Генерален секретар на Китайската комунистическа партия
Генерален секретар на Централния комитет на Китайската комунистическа партия (на традиционен китайски: 中國共產黨中央委員會總書記, на опростен китайски: 中国共产党中央委员会总书记, на пинин: Zhōngguó Gòngchǎndǎng Zhōngyāng Wěiyuánhuì Zǒngshūjì) е най-висшата политическа длъжност в Китайската Комунистическа Партия. Той ръководи Секретариата на ЦК на ККП. Генералният секретар е най-висшият член на Постоянния комитет на Политбюро на ККП, с изключение на периода, когато е съществувал постът Председател на Китайската комунистическа партия. Настоящият генерален секретар на Китайската комунистическа партия е Си Дзинпин.

## Генерални секретари на ККП
- Чън Дусю, генерален секретар в периода 1921-1922 и 1925-1927
- Цюй Цюбо, генерален секретар в периода 1927-1928
- Сян Джунфа, генерален секретар в периода 1928-1931
- Ли Лисан, изпълняващ длъжността генерален секретар в периода 1929-1930
- Уан Мин, изпълняващ длъжността генерален секретар в периода 1931-1932
- Чин Бансян, изпълняващ длъжността генерален секретар в периода 1932-1935
- Джан Уентян, изпълняващ длъжността генерален секретар в периода 1935-1943

През 1943 година най-висшият пост в партията става длъжността председател на Китайската комунистическа партия
- Дън Сяопин, генерален секретар в периода 1956-1967

През 1982 година длъжността генерален секретар отново става най-висшия пост в партията:
- Ху Яобан, генерален секретар в периода 1982-1987
- Джао Дзъян, генерален секретар в периода 1987-1989
- Дзян Дзъмин, генерален секретар в периода 1989-2002
- Ху Дзинтао, генерален секретар в периода 2002-2012
- Си Дзинпин, генерален секретар от 2012-